# カルチャー・インテリジェンス

## CQ (文化の知能指数)
CQ (文化の知能指数)とは、文化的に多様な環境において効果的に機能する個人の能力を指す。この概念は、2003年にロンドン・ビジネススクールのクリス・アーレイ教授とシンガポール南洋理工大学のソン・アン教授によって提唱された。
CQはEQ (こころの知能指数)と比較されることがあるが、EQが高い人は「人間としての共通点、そして同時に私たち一人ひとりを異ならせる要素」を理解することができる。それに対して、CQが高い人は、個人または集団の行動における普遍的な特徴、個別的な特徴、そして非特異的な特徴を見極めることができる。アーレイ教授らは、CQの行動的、動機的、メタ認知的側面について言及している。 The authors cited behavioral, motivational, and metacognitive aspects of cultural intelligence.

## CQの4つの能力
アーレイ教授らは、CQの4つの能力について述べている。それは動機 （CQドライブ）、認知 （CQナレッジ）、メタ認知 （CQストラテジー）、そして行動 （CQアクション）である。CQアセスメントでは、これら4つの能力および各能力に関連する複数の下位次元についてスコアが報告される。これらの4つの能力は、異文化適応およびパフォーマンスに関する知性ベースのアプローチに由来している。

## Further reading
- Earley, P. Christopher; Ang, S. (2003). Cultural intelligence: individual interactions across cultures. Stanford, Calif: Stanford University Press. ISBN 978-0-8047-4300-6. OCLC 51553576
  - Bhagat, Rabi S. (2006). “Review of Earley and Ang, Cultural Intelligence, and Hooker, Working Across Cultures”. Academy of Management Review 31 (2):  489–93. doi:10.5465/amr.2006.20208695. JSTOR 20159217.
- Ang, S. and Van Dyne L (eds). (2008) "The Handbook of Cultural Intelligence." New York: ME Sharpe ISBN 9780765622624
- Livermore, David A. (2011). "The Cultural Intelligence Difference." New York: AMACOM ISBN 978-0814417065
- Middleton, Julia (2014). "Cultural Intelligence: CQ: The Competitive Edge for Leaders Crossing Borders." London: A&C Black Business Information and Development ISBN 978-1472904812
- 宮森 千嘉子, 宮林 隆吉『CQ 経営戦略としての異文化適応力 ホフステードの6次元モデル実践的活用法』日本能率協会マネジメントセンター 2019年 ISBN 9784820726982